# Nymyrtjärnen (Ströms socken, Jämtland, 708302-150372)
Nymyrtjärnen är en sjö i Strömsunds kommun i Jämtland och ingår i Ångermanälvens huvudavrinningsområde.